# Юйцзюлюй Тефа
Юйцзюлюй Тефа (кит. упр. 郁久閭鐵伐, пиньинь Yùjiǔlǘ Tiěfá) — двенадцатый каган жужаней с 552 года по 553 год н. э.. Фактически имел очень мало власти, так как жужани гибли под ударом тюркютов.

## Правление
Когда жужани были разбиты тюрками Бумыны, Анагуй покончил с собой. Его сын Яньлончень, двоюродный брат Дэнчжу и его сын Куди бежали в Северный Ци. Тефа был сыном Дэнчжу и оставшиеся жужани провозгласили его каганом. При поддержке империи Ци Дэнчжу и Куди вернулись в земли жужаней. Каган Тефа был убит в битве с киданями в 553 году.